# Seznam mest v Srbiji
Seznam mest v Srbiji.

## Največja mesta

### Centralna Srbija (popis2011)
Beograd = 1,659,440 (širše območje, sklenjena urbana poselitev 1,2 milijona)
Niš = 260,237
Kragujevac = 180,252
Leskovac = 148,206
Kruševac = 128,752
Kraljevo = 125,488
Šabac = 115,884
Čačak = 115,337
Smederevo = 108,209
Novi Pazar = 100,410
Valjevo = 90,312

### Vojvodina(popis2011)
Novi Sad = 373,000 (širše območje, urbano območje okoli 250.000)
Subotica = 141,554
Zrenjanin = 123,362
Pančevo = 123,414
Sombor = 85,903

### Kosovo(podatki2002)
Priština/Prishtinë ali Prishtina = 465.000
Prizren/Prizren = 121,000
Peć/Pejë = 80.000
Đakovica/Gjakovë = 75.000
Kosovska Mitrovica/Mitrovicë e Kosovës = 75.000
Gnjilane/Gjilan = 67.600
Uroševac/Ferizaj = 40.000
Podujevo/Podujevë = 37.000
Orahovac
Vučitrn

## Popolni seznam
Na seznamu so naselja z mestnimi pravicami. Številke so iz popisa 2002. T označuje mesto, C pa občino. 

### Centralna Srbija
- Aranđelovac (T -24,336, C - 48,071)
- Bajina Bašta
- Beograd (urbano območje - 1,280,639, C - 1,574,050)
  - Barajevo (T - 8,200, C - 24,436)
  - Beograd - Voždovac (T - 132,640, C - 151,746)
    - Beli Potok (T - 3,507)
    - Pinosava (T - 2,826)

  - Beograd - Vračar (T - 57,934)
  - Grocka (T - 8,339, C - 75,376)
  - Beograd - Zvezdara (T - 132,352)
  - Zemun (T - 146,172, C - 191,938)
  - Surčin (T - 14,209)
    - Dobanovci (T - 8,114)

  - Lazarevac (T - 23,556, C - 58,474)
    - Stepojevac (T - 4,306)
    - Veliki Crljeni (T - 4,556)
    - Rudovci (T - 1,783)

  - Mladenovac (T - 22,131, C - 52,394)
  - Novi Beograd - New Belgrade (T - 217,180)
  - Obrenovac (T - 23,573, C - 70,974)
  - Beograd - Palilula (T - 103,702, C - 155,575)
    - Borča (T - 35,001)
    - Ovča (T - 2,303)

  - Beograd - Rakovica (T - 98,935)
  - Beograd - Savski Venac (T - 42,483)
  - Sopot (T - 1,761, C - 20,356)
  - Beograd - Stari Grad (T - 55,541)
  - Beograd - Čukarica (T - 132,081, C - 168,356)
    - Ostružnica (T - 3,929)
    - Pećani (T - 489)
    - Rucka (T - 306)
    - Umka (T - 5,236)
- Bosilegrad
- Bujanovac
- Čačak
- Ćuprija
- Despotovac
- Dimitrovgrad
- Golubac
- Gornji Milanovac (T - 23,927, C - 47,588)
- Jagodina (T - 35,514, C - 70,773)
- Kragujevac (T - 193,930, C - 211,580)
  - Stari Grad
  - Aerodrom
  - Pivara
  - Stanovo
  - Stragari
- Kraljevo
- Kruševac (T - 65,447, C - 133,732)
- Kuršumlija (T - 14,962, C - 21,608)
- Lazarevac
- Leskovac
- Loznica
- Medveđa
- Mladenovac
- Negotin (T - 17,762, C - 43,551)
- Novi Pazar (T - 54,588, C - 85,534)
- Niš (T - 173,724, C - 250,518)
  - Palilula
  - Pantelej
  - Medijana
  - Crveni Krst
  - Niška Banja
- Obrenovac
- Paraćin
- Pirot
- Požarevac
- Preševo
- Priboj (T - 19,502, C - 30,283)
- Prijepolje (T - 14,960, C - 40,971)
- Prokuplje
- Šabac
- Sjenica
- Smederevo
- Smederevska Palanka
- Sopot
- Svilajnac (C - 36,000)
- Tutin
- Trstenik
- Užice (T - 55,025, C - 82,852)
- Valjevo
- Veliko Gradište (T - 6,500, C - 27,000)
- Vranje
- Zaječar (T - 39,676, C - 65,837)

### Vojvodina
- Ada
- Alibunar
- Apatin
- Bač
- Bačka Palanka (T - 29,341, C - 60,938)
- Bačka Topola
- Bački Jarak
- Bački Petrovac
- Banatski Karlovac
- Bečej (T - 25,703, C - 40,877)
- Bela Crkva
- Beočin
- Crvenka
- Čoka
- Futog
- Inđija (T - 26,244, C - 49,510)
- Irig
- Jaša Tomić
- Kačarevo
- Kanjiža
- Kikinda (T - 41,825, C - 66,800)
- Kovačica
- Kovin
- Kula
- Mačvanska Mitrovica
- Mali Iđoš
- Mol
- Nova Crnja
- Novi Bečej
- Novi Kneževac
- Novi Sad (urbano območje Novi Sad - 215,659, C - 298,139)
  - Novi Sad mesto (190,602)
  - Petrovaradin (13,917)
  - Sremska Kamenica (11,140)
- Odžaci
- Opovo
- Palić
- Pančevo (T - 76,400)
- Pećinci
- Plandište
- Ruma (T - 32,125, C - 59,858)
- Sečanj
- Senta (T - 20,363, C - 25,568)
- Sombor (T - 50,950, C - 96,669)
- Srbobran
- Sremska Mitrovica
- Sremski Karlovci (T - 8,839)
- Stara Pazova
- Starčevo
- Subotica
- Šid
- Temerin
- Titel
- Vrbas (T - 25,887, C - 45,839)
- Vršac
- Zrenjanin
- Žabalj
- Žitište

### Kosovo in Metohija
- Dečani
- Dragaš
- Đakovica
- Gnjilane
- Istok
- Junik
- Kačanik
- Klina
- Kosovo Polje
- Kosovska Mitrovica
- Leposavić
- Novo Brdo
- Orahovac
- Peć
- Podujevo
- Priština
- Prizren
- Srbica
- Štrpce
- Uroševac
- Vitina
- Vučitrn
- Zubin Potok
- Zvečan